# Логор Млака
Концентрациони логор Млака био је концентрациони и радни логор посебно изграђен за жене у Независној Држави Хрватској (НДХ), фашистичкој сателитској држави сила Осовине.

## Историја
Основан је 1941. за време Другог светског рата у селу Млака, 12 километара од Јасеновца, а логором су управљале хрватске усташе. Затвореници су углавном били Срби, али и Јеврејке и Ромкиње. Бројни затвореници су убијени у Млаки и оближњим шумама или депортовани у логоре Јасеновац или Стара Градишка. Заточеници су радили на сезонским пољопривредним пословима, по завршетку посла убијани су на пашњацима и шумама око села, а лешеви заробљеника бацани су у неколико сеоских бунара.
До сада су утврђени подаци за 742 лица из Млаке која су страдала у логорима Јасеновац и Стара Градишка. У Млаки је идентификовано пет масовних гробница. На локалитетима Мали Чанак и Стрмац налазе се организоване масовне гробнице, а до њих воде бетонске стазе. Преживели мештани Млаке подигли су 1967. године два споменика у центру села: жртвама фашистичког терора и палим борцима НОР-а. Аутор оба споменика је Петар Вовк.